# Gustav Heidenreich

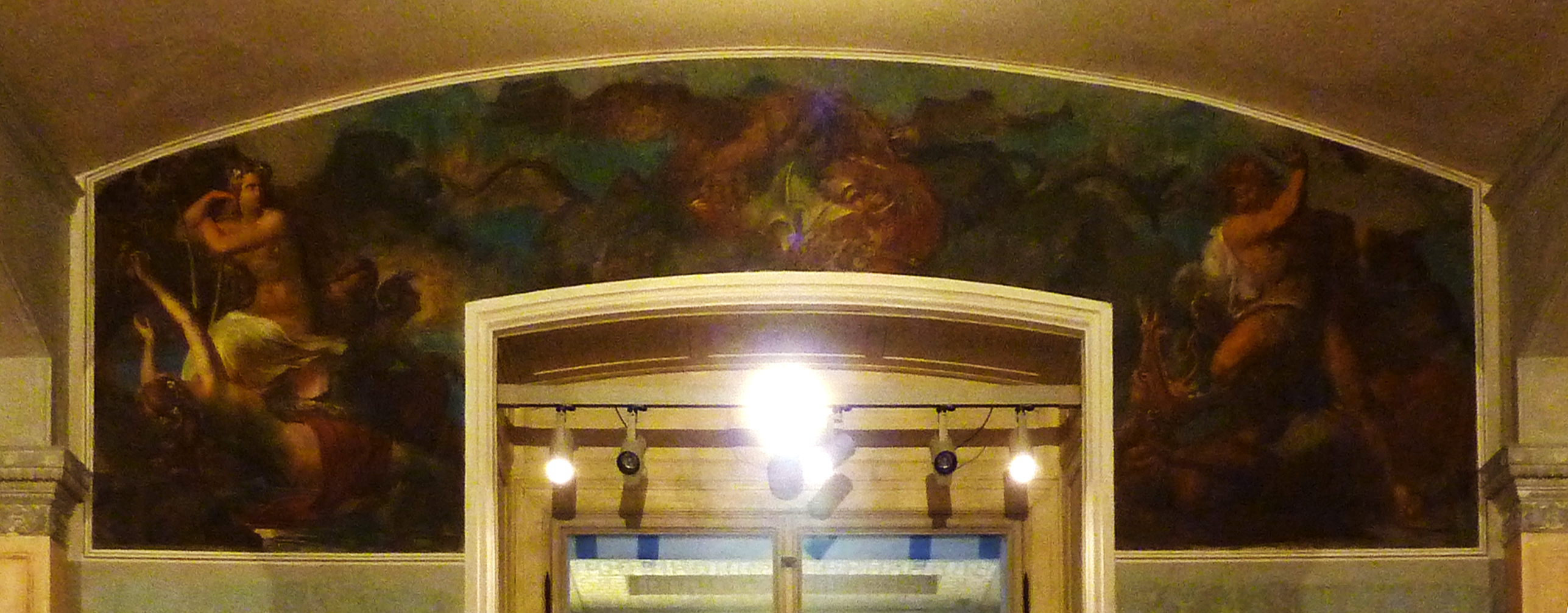
Das Spiel der Wassernixen und der Kampf der Riesen, Neues Museum Berlin, Vaterländischer Saal

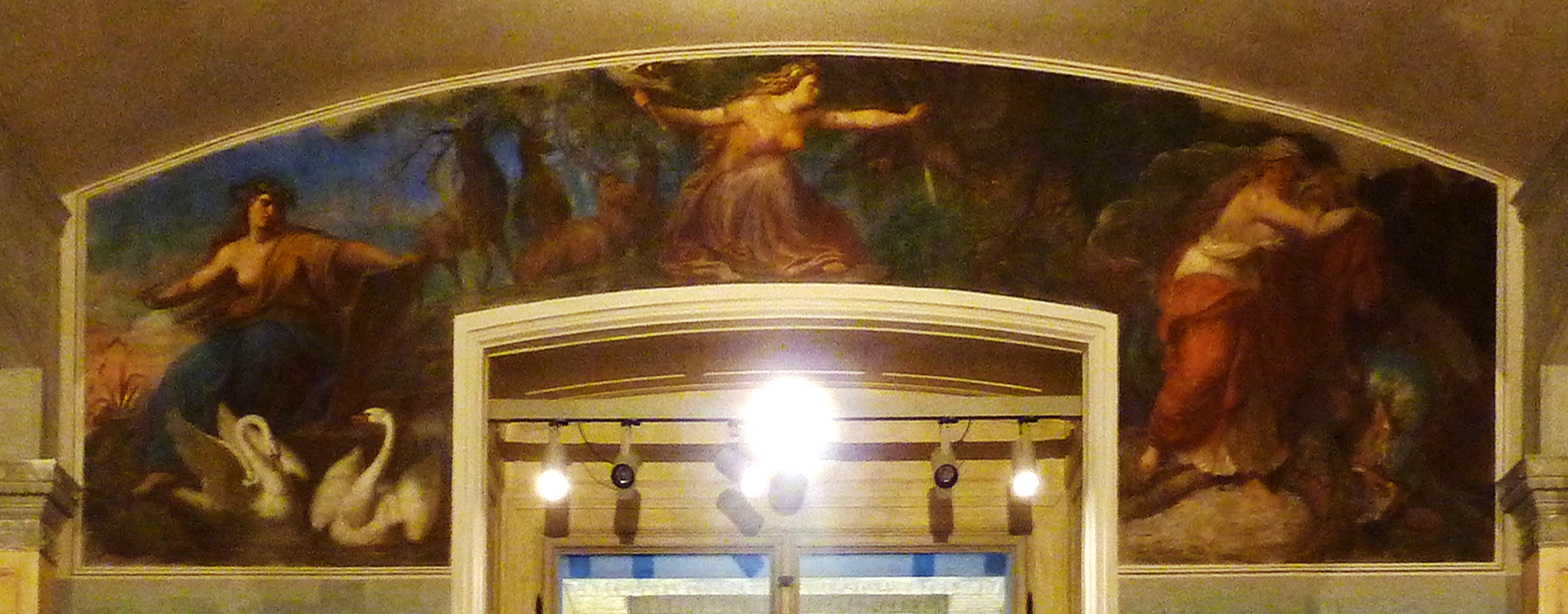
Die Nornen unter der Weltesche Yggdrasil, Neues Museum Berlin, Vaterländischer Saal

Gustav Heidenreich (* 27. Februar 1819 in Berlin; † 9. November 1855 ebenda) war ein deutscher Genre- und Historienmaler.

## Leben
Gustav Heidenreich wurde am 27. Februar 1819 in Berlin geboren. Seine Ausbildung erhielt er in Breslau bei einem Maler namens König und anschließend in Berlin bei Wilhelm Wach. Nach der Lehrzeit beteiligte er sich an der Ausführung der Fresken nach den Entwürfen von Karl Friedrich Schinkel in der Vorhalle des Alten Museums in Berlin. Um 1850 beteiligte er sich mit drei Bildern am Zyklus der Nordischen Götterwelt im  Vaterländischen Saal des Neuen Museums von Friedrich August Stüler. Ein Brustleiden veranlasste ihn 1853 zu einer Reise nach Italien. Er kehrte im Herbst 1854 nach Berlin zurück, wo er am 9. November 1855 im Alter von 36 Jahren verstarb.

## Werke
- 1842–1848: Beteiligung an der Ausmalung der Vorhalle des Alten Museums, Berlin, zerstört
- um 1850: stereochrome Wandmalereien im Zyklus der Nordischen Götterwelt im Vaterländischen Saal (Saal der Nordischen Altertümer) des Neuen Museums in Berlin
  - Hertha und Odin
  - Die Nornen unter der Weltesche Yggdrasil
  - Das Spiel der Wassernixen und der Kampf der Riesen